# Valšov
Valšov (en allemand : Kriegsdorf) est une commune du district de Bruntál, dans la région de Moravie-Silésie, en Tchéquie. Sa population s'élevait à 252 habitants en 2021.

## Géographie
Valšov se trouve à 7 km au sud-sud-est de Bruntál, à 61 km à l'ouest-nord-ouest d'Ostrava et à 216 km à l’est de Prague.
La commune est limitée par Václavov u Bruntálu au nord, par Moravskoslezský Kočov au nord et à l'est, par Lomnice au sud, et par Břidličná au sud et à l'ouest.

## Histoire
La première mention écrite de la localité date de 1377.

## Transports
Par la route, Valšov se trouve à 7 km de Bruntál, à 83 km d'Ostrava et à 280 km de Prague.